# Avtošola
Avtošola (oz. avto šola) oz. šola vožnje je institucija v kateri poučujejo cestno prometne predpise (CPP). Opravljen tečaj in izpit iz CPP sta dva od pogojev za opravljanje vozniškega izpita.